# Музей Алматы
Музей Алматы — музей истории города Алма-Аты (Казахстан), расположенный в бывшем здании Верненского детского приюта.

## Музей
Музей Алматы был открыт в 2001 году.
В составе Музея Алматы находится династийный царский погребальный комплекс «Боралдайские сакские курганы», сохранивший культурный и природный ландшафт.
В 2016 году музей переехал в комплекс зданий бывшего Верненского детского приюта.
Экспозиция музея представлена более чем 40 тысячами экспонатов, разделённых на 11 эпох: «Древняя история Алматы», «Средневековая история Алматы», «У истоков казахской государственности», «Этнография Жетысу», «Верненский период истории Алматы», «Алматы в XX веке», «Развитие культуры и искусства», «История альпинизма», «Желтоксан», «Алматы и лидер нации», «Модель мира и согласия».
С августа 2017 года музей принимает участие в программе «Музей для всех». Созданы специальные интерактивные экскурсии для инвалидов-колясочников и людей с нарушениями зрения и слуха.
В музее установлены современные средства показа экспонатов, позволяющие демонстрировать проекции исторических видеоматериалов и редкие артефакты в виде голограмм.

## Здание музея

Детский приют. 1892 год. (Здание сохранено частично)

Городской детский приют был открыт в 1878 году. Здание построено в 1892 году архитектором П. Гурдэ для Верненского детского приюта.
При Советской власти в здании бывшего приюта находились различные государственные учреждения: в 1929 – КазЦИК, Совет народных комиссаров, Госплан КАССР.
В более позднее время – Детская клиническая инфекционная больница №1.
С 1981 по 2016 годы – Городское медицинское училище (ныне медицинский колледж).
В 2009 году Казреставрация осуществила реставрацию здания.

### Архитектура
Одноэтажное деревянное бревенчатое прямоугольное здание, на бутовом фундаменте с подвалом. Главный фасад имеет симметричное трехчастное построение выделенное ризалитами. Пластику создает по горизонтали полоса частых окон; по вертикали — лопатки в простенках. Окна обрамлены развитыми резными наличниками, опирающимися на кронштейны. Главный высотный вход подчеркнут широкой лестницей.
В боковых крыльях здания располагались школа с тремя отделениями и мастерская кройки и шитья для девочек и сапожного и переплетного ремесла для мальчиков. В ризалитах размещались жилые помещения. На заднем южном дворе были разбиты сад, огород и цветники (ныне стадион «Динамо»), перед главным входом насажен воспитанниками сад (ныне Сосновый парк).
В советское время была снесена по оси центрального ризалита домовая пятикупольная Александро-Мариинская церковь. В интерьерах здания сохранилась отделка стен и потолка в виде лепных элементов.

### Статус памятника
10 ноября 2010 года был утверждён новый Государственный список памятников истории и культуры местного значения города Алматы, одновременно с которым все предыдущие решения по этому поводу были признаны утратившими силу. В этом Постановлении был сохранён статус памятника местного значения зданию Верненского детского приюта. Границы охранных зон были утверждены в 2014 году.